# Indianapolis Tennis Championships 2007
Indianapolis Tennis Championships 2007 — тенісний турнір, що проходив на кортах з твердим покриттям у місті Індіанаполіс, США з 23 липня . Належав до категорії International Series.

## Фінальна частина

### Одиночний розряд
Дмитро Турсунов —  Френк Данцевич 6–4, 7–5

### Парний розряд
Хуан Мартін дель Потро /  Тревіс Перротт —  Теймураз Габашвілі /  Іво Карлович 3–6, 6–2, [10–6]